# Kławdij Biłynski
Kławdij Biłynski (ur. 20 października 1865 w Sosnowie, zm. 28 maja 1937 w Brzeżanach) – ukraiński działacz społeczny i pedagog.
Ukończył filozofię na Uniwersytecie Wiedeńskim. Po studiach był nauczycielem we Lwowie, Tarnopolu i Stanisławowie, następnie przez ponad 20 lat był profesorem państwowego gimnazjum w Czerniowcach. W latach 1918–1919 poseł do Ukraińskiej Rady Narodowej z ramienia Rady Narodowej Bukowiny. Aresztowany przez władze rumuńskie, został deportowany do Polski. Pracował jako dyrektor ukraińskiego gimnazjum w Śniatyniu, a po jego likwidacji w 1924 jako dyrektor gimnazjów Ridnej Szkoły w Horodence i Rohatynie.